# Нагрудний знак «Відзнака Служби безпеки України» (СБУ)
Нагрудний знак «Відзнака Служби безпеки України» — вища відомча заохочувальна відзнака Служби безпеки України.

## Історія нагороди
Першою створеною та вищою відзнакою СБУ став затверджений 8 серпня 1996 року нагрудний знак «Почесна відзнака Служби безпеки України», за авторством заслуженого художника України Миколи Лебедя. Діяла до 25 січня 2013 року.
30 травня 2012 року Президент України В. Ф. Янукович видав Указ, яким затвердив нове положення про відомчі заохочувальні відзнаки; міністрам, керівникам центральних органів виконавчої влади, керівникам (командувачам) військових формувань, державних правоохоронних органів доручено забезпечити в установленому порядку перегляд актів про встановлення відомчих заохочувальних відзнак, приведення таких актів у відповідність із вимогами цього Указу. Протягом 2012—2013 років була розроблена нова система заохочувальних відзнак, що була затверджена наказом Служби безпеки України від 25 січня 2013 року № 30 «Про відомчі заохочувальні відзнаки Служби безпеки України». Серед інших наказом була встановлена відзнака — нагрудний знак «Відзнака Служби безпеки України».

## Положення про відзнаку
- Вищою відомчою заохочувальною відзнакою Служби безпеки України є нагрудний знак «Відзнака Служби безпеки України».
- Нагрудним знаком «Відзнака Служби безпеки України» нагороджуються співробітники-військовослужбовці та працівники Служби безпеки України, які мають понад 10 років військової вислуги, за видатні особисті заслуги перед органами державної безпеки України та бездоганну багаторічну службу (роботу).
- Протягом календарного року співробітників-військовослужбовців та працівників Служби безпеки України може бути відзначено в такій кількості: нагороджено нагрудним знаком «Відзнака Служби безпеки України» — до 400 осіб.
- У разі подання до нагородження нагрудним знаком «Відзнака Служби безпеки України» рапорт (клопотання) про нагородження погоджується з членами колегії Служби безпеки України.
- Особи, які згідно з Положенням про відомчі заохочувальні відзнаки Служби безпеки України, затвердженим наказом Служби безпеки України від 09 січня 2008 року № 4, зареєстрованим у Міністерстві юстиції України 25 січня 2008 року за № 55/14746 (зі змінами)[3], нагороджені нагрудним знаком «Почесна відзнака Служби безпеки України», — не нагороджуються нагрудним знаком «Відзнака Служби безпеки України».

## Опис відзнаки
- Нагрудний знак «Відзнака Служби безпеки України» виготовляється зі сплавів міді і має форму витягнутого по вертикалі еліпса. Усі складові елементи знака (щит, меч, лаврова гілка, Державний Прапор України, Державний Герб України та стрічка з написом) об'єднані в єдину тришарову композицію.
- Основа знака: щит у формі еліпса, покритий емаллю малинового кольору, та меч з металу жовтого кольору лезом угору.
- Меч разом з лавровим листям символізує дерево життя, честь, достоїнство, повагу та славу.
- На мечі розміщений Державний Герб України, залитий синьою емаллю.
- У центральній частині знака зліва направо розташований Державний Прапор України, покритий зверху синьою, а знизу — жовтою емалями, з написом «Безпека держави — безпека народу», а на стрічці в нижній частині знака — напис «СБУ». Стрічка покрита синьою емаллю.
- Розмір знака — 45×32 мм.
- Зворотний бік відзнаки плоский, з номером та гвинтом для кріплення нагрудного знака до одягу.
- Планка відзнаки являє собою металеву пластинку, обтягнуту муаровою стрічкою синього кольору зі смужками червоного кольору з країв та білого кольору посередині. Розмір планки — 28×12 мм.

## Порядок носіння відзнаки
- Нагрудний знак «Відзнака Служби безпеки України» носиться з правого боку грудей після знаків державних нагород України та іноземних державних нагород.
- Замість нагрудного знака нагороджений може носити планку, що розміщується після планок державних нагород України, іноземних державних нагород.